# Zalibivka, Zdolbuniv
Zalibivka (în ucraineană Залібівка) este un sat în comuna Mala Moșceanîțea din raionul Zdolbuniv, regiunea Rivne, Ucraina.

## Demografie
Componența lingvistică a localității Zalibivka
     Ucraineană (100%)
Conform recensământului din 2001, toată populația localității Zalibivka era vorbitoare de ucraineană (100%).